# 校園金曲獎
校園金曲獎由台灣的校園金曲製作中心舉辦，是一項僅開放給學生參賽的音樂創作比賽，提供給喜愛音樂創作的學子們，一個表達和分享其音樂創作的場域。

## 活動特色
- 參賽者只要具有學生身分即可報名參加，作品形式不拘，可以天馬行空恣意想像創作
- 評審團由學生組成，期望參賽者在創作之外，也能夠聆聽其他參賽者的創作，並培養正確的判斷和評審能力
- 專輯製作和錄音享有和職業樂手相同的資源
- 活動規模含括全球，為台灣地區校園音樂比賽之罕見
- 跳脫獎金、獎品等實質獎勵，改採體驗、觀念教育等方式，鼓勵學子在參與之外，能夠繼續更優良的創作活動
- 當比賽結束後，頒獎典禮皆以演唱會的形式，邀請當屆入圍的學子現場演出，並同時宣布下屆活動開始報名收件

## 歷屆頒獎演唱會
- 第一屆頒獎／演唱會時間：2002年9月22日
- 第二屆頒獎／演唱會時間：2003年7月19日（活動代言人：馬英九、林政則、朱立倫）
- 第三屆頒獎／演唱會時間：2004年4月24日（活動代言人：張恩慈／世新大學、廖韋卓／屏東科技大學）
- 第四屆頒獎／演唱會時間：2004年12月26日（活動代言人：黃立行）
- 第五屆頒獎／演唱會時間：2005年7月19日（活動代言人：范瑋琪）
- 第六屆頒獎／演唱會時間：2006年1月24日（活動代言人：麻吉）
- 第七屆頒獎／演唱會時間：2006年7月30日（活動代言人：范瑋琪）
- 第八屆頒獎／演唱會時間：2007年2月10日
- 第九屆頒獎／演唱會時間：2007年7月29日（活動代言人：連勝文）

## 優秀選手
- 徐佳瑩

## 外部連結
- 校園金曲獎官方網站